# جاك غاريت
جاك غاريت (بالإنجليزية: Jack Garrett)‏ هو سياسي أيرلندي، ولد في 22 مايو 1914، وتوفي في 11 سبتمبر 1977. حزبياً، نشط في فيانا فايل. وقد انتخب عضو مجلس الشيوخ من أيرلندا عن دائرة اللجنة الإدارية ‏ وقد انضم خلال فترته النيابية ‏ (5 نوفمبر 1969 – 30 أبريل 1973) للكتلة البرلمانية فيانا فايل وانتخب عضو مجلس الشيوخ من أيرلندا عن دائرة اللجنة الإدارية ‏ وقد انضم خلال فترته النيابية ‏ (1 يونيو 1973 – 22 يونيو 1977) للكتلة البرلمانية فيانا فايل وانتخب عضو مجلس الشيوخ من أيرلندا عن دائرة اللجنة الإدارية ‏ وقد انضم خلال فترته النيابية ‏ (27 أكتوبر 1977 – 11 سبتمبر 1977) للكتلة البرلمانية فيانا فايل.